# 매향2항
매향2항은 경기도 화성시 우정읍 매향리에 있는 어항이다. 2004년 2월 6일 어촌정주어항으로 지정되었다. 시설관리자는 화성시장이다.

매향리
매향리가 언론에 자주 오르내리면서 매화향기가 그윽한 마을로 전하는 기사가 많았다. 매향의 이름을 '매화향기'로 풀이한  것이다. 그럴 수도 있지만, 이 지역이 바다와 근접한 것에 근거해 매향을 '향나무를 묻은'이라고 보는 견해도 가능하다고 본다. 
고려시대 마을주민들이 힘을 모아 향나무를 뻘에 묻는 행사를 매향이라 했고, 관련해서 비를 세운 기록도 있다. 

## 어항 연혁
- 매향2항은 행정구역상 경기도 화성시 우정읍 매향리에 위치하고 서신면에서 남양만을 가로질러 우정읍을 잇는 화옹방조제 3.2km지점에 있다. 화옹지구 간척사업으로 인하여 폐지되는 7개 어항을 대체하게 위하여 만들어진 어항이다.

## 어항 구역
- 수역: 화성방조제 3.2km 중간지점에 위치하고 있으며, 물량장 좌측 하단에서 정서 방향으로 300m, 나간 지점에서 정북으로 600m, 이 점에서 정동으로 600m, 이 점에서 정남으로 육지(방조제)와 연결한 선내의 구역(360,000m2)

## 어항 시설
- 선착장 150m,  물량장 235m, 호안 165m, 어선,어구보전시설 7,558m2

## 주요 어종
- 바지락, 꽃게, 낙지, 주꾸미, 망둑어, 노래미, 우럭, 넙치 등

## 주변 관광
- 매향2항은 화옹방조제 3.2km 지점에 위치하고 전원풍경의 해안경관과 넓은 갯벌 등 남부해안의 관광명소이며 인근 주변에는 화성시 관광명소인 화성8경 중 궁평낙조, 제부모세 등 신비경을 이룬 어촌관광지이다.